# Roaringwater Bay and Islands SAC
Roaringwater Bay and Islands SAC este o arie protejată (arie specială de conservare — SAC, sit de importanță comunitară — SCI) din Irlanda întinsă pe o suprafață de 14.285,34 ha, integral pe uscat.

## Localizare
Centrul sitului Roaringwater Bay and Islands SAC este situat la coordonatele 51°28′51″N 9°29′44″W / 51.480844°N 9.495431°V.

## Înființare
Situl Roaringwater Bay and Islands SAC a fost declarat sit de importanță comunitară în ianuarie 2002 pentru a proteja 10 specii de animale. Situl a fost protejat și ca arie specială de conservare în septembrie 2021.

## Biodiversitate
Situată în ecoregiunea atlantică, aria protejată conține 5 habitate naturale: Golfuri mici largi și golfuri puțin adânci, Recifuri, Faleze cu vegetație de pe coastele atlantice și baltice, Pajiști uscate europene, Peșteri marine scufundate complet sau parțial.
La baza desemnării sitului se află mai multe specii protejate:
- păsări (7): alca (Alca torda), șoim călător (Falco peregrinus), Fulmarus glacialis, pescăruș negricios (Larus fuscus), cormoran mare (Phalacrocorax carbo), Pyrrhocorax pyrrhocorax, Uria aalge
- mamifere (3): Halichoerus grypus, vidră de râu (Lutra lutra), marsuin (Phocoena phocoena)

Pe lângă speciile protejate, pe teritoriul sitului au mai fost identificate 16 specii de plante, 4 specii de păsări, 6 specii de nevertebrate.